# Östervärn
Östervärn is een deelgebied (Delområde) in het stadsdeel Centrum van de Zweedse stad Malmö. Het gebied telt 3383 inwoners (2013) en heeft een oppervlakte van 0,30 km². Het woongebied bevindt zich voornamelijk in het zuidoosten. De woonhuizen bestaan met name uit particuliere woningen met huurappartementen van huizen met vier tot vijf verdiepingen. Op de Ringgatan (ringweg) in de buurt stonden een aantal toonaangevende koffiebranders waarvan het merk Solo overleefde tot 1982. Verder zijn er bioscopen, winkels en restaurants.

## Foto's

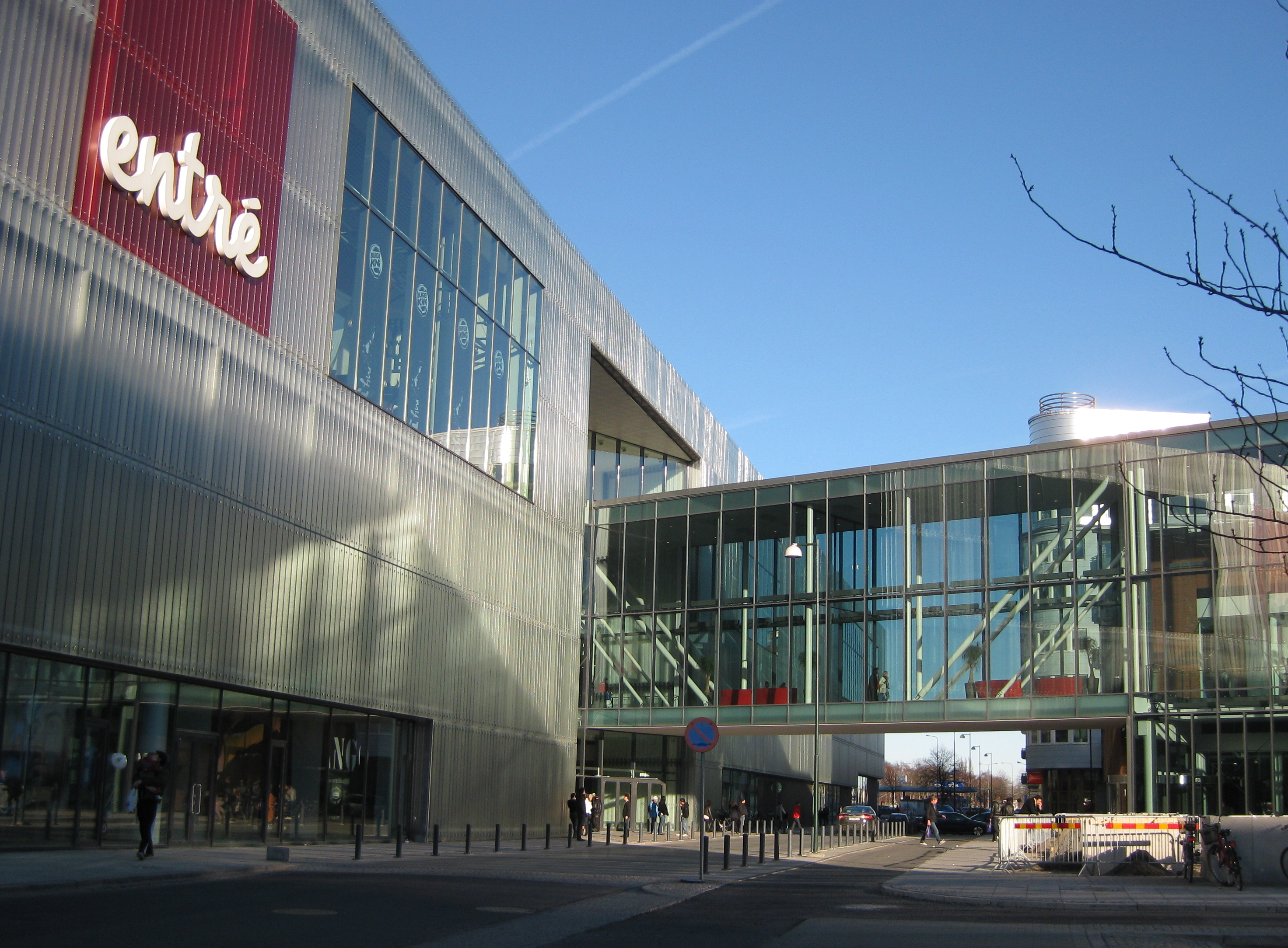
Entree van het winkelcentrum